# 莎意尔
莎意尔（爪夷文：شعير）是一种传统马来语诗歌形式，由四行詩節或四行诗组成。莎意尔可以是叙事诗、说教诗、用于传达宗教或哲学思想的诗，甚至可以是描述历史事件的诗。最早记载的“莎意尔”来自17世纪著名马来诗韩萨·芳素里的作品。
与班頓形式不同，莎意尔从一个诗节到下一个诗节传达一个连续的思想，保持每个诗节从第一行到最后一行思想的统一，并且每个诗节都押韵为a-a-a-a-a。莎意尔的演唱节奏固定，但每首莎意尔各有不同。吟诵莎意尔可以伴奏也可以不伴奏。

## 词源
“syair”一词源于阿拉伯语‎，该词涵盖了所有阿拉伯或伊斯兰诗歌流派。然而，名为“syair”的马来诗歌形式略有不同，并非以阿拉伯诗歌或任何波斯—阿拉伯诗歌流派为原型。